# Копани (Харьковская область)
Копани (укр. Копані) — село,
Николаевский сельский совет,
Лозовский район,
Харьковская область, Украина.
Код КОАТУУ — 6323983002. Население по переписи 2001 года составляет 115 (49/66 м/ж) человек.

## Географическое положение
Село Копани находится на расстоянии 1 км от села Поды и в 3-х км от села Петрополье.
По селу протекает пересыхающий ручей с запрудами.

## История
- 1857 — дата основания как село Новые Поды.
- 1936 — переименовано в село Копани.